# ارکیدکتومی

نگاره‌ای کارتونی از عمل جراحی ارکیدکتومی

ارکیدکتومی یا تخلیه بیضه (به انگلیسی: orchidectomy) یا جراحی حذف کانال اینگوینال یک روش جراحی برای حذف بیضه ها و طناب منوی از طریق برش در قسمت تحتانی شکم است. ارکیدکتومی یکی از روش‌های جراحی برای درمان سرطان بیضه یا جراحی باز تایید جنسیت است و از روش‌های اخته کردن انسان به شمار می‌آید. این اقدام توسط یک ارولوژیست انجام می‌شود. دوران نقاهت این جراحی بسیار کوتاه است و معمولاً فرد در همان روز جراحی قادر به بازگشت به خانه است.

## روش جراحی
روش جراحی به این صورت است که ابتدا بیمار در موقعیت لیتاتومی قرار داده می‌شود، سپس ۴ الی ۶ سانتی‌متر بالاتر از استخوان شرمگاهی برش داده شده تا جراح به طناب منوی برسد، سپس بیضه‌ها از طریق کانال اینگوینال خارج می‌شوند.

## عوارض
عوارض احتمالی این جراحی شامل خونریزی و عفونت است؛ در حین جراحی ممکن است طناب منوی آسیب دیده و باعث بی‌حسی در کشاله ران یا درد شود.
تخلیه بیضه یا ارکیدکتومی یکی از اقدامات لازم برای ترنس‌های زن در جراحی تغییر جنسیت است. با این جراحی و حذف بیضه‌ها از ترنس‌های زن ترشح هورمون تستوسترون بسیار کم می‌شود. تستوسترون در افراد باعث ایجاد صفات ثانویه مردانه (مانند ریزش مو، کلفت شدن صدا، رویش مو در صورت و..) می‌شود که با ارکیدکتومی ترشح این هورمون را کم می‌کنند تا فرد در زمان مصرف استروژن برای به دست آوردن صفات زنانه دچار مشکل و تداخل نشود.

## بهترین زمان
بهترین زمان برای ارکیدکتومی در ترنس‌های زن ۳ تا ۴ ماه پیش از عمل اصلی است. فاصله زیاد بین ارکیدکتومی و جراحی اصلی باعث تحلیل رفتن پوست بیضه و از دست دادن آن می‌شود این مورد به خصوص برای افرادی که مایل به جراحی پوستی هستند زیان‌آور است.
بهتر است جراحی اصلی و ارکیدکتومی در یک روز انجام نشود زیرا باعث خستگی جراح و کم شدن کیفیت جراحی و عوارض همزمان جراحی اصلی و ارکیدکتومی می‌شود.